# Coremy
Coremy (* 1999) ist eine deutsche Kabarettistin, Künstlerin, Musikerin, Comedian und Autorin aus Trier, die vor allem für ihre Internetvideos bekannt ist. Ihre künstlerische Karriere zeichnet sich durch eine Mischung aus Musik und Comedy aus, mit der sie sich gegen Sexismus und Homophobie einsetzt. Coremy lebt in Köln.

## Karriere

### Bühne
Coremy begann ihre Karriere im April 2018 bei dem Kölner Kunstformat Kunst gegen Bares, welches sie gewann. Noch im selben Jahr gewann sie den bundesweiten Nachwuchswettbewerb „Treffen junge Musikszene“ Seitdem tritt sie regelmäßig auf vielen bekannten Comedy- und Poetryslambühnen auf. Darunter bei „NightWash“, dem Cologne Comedy Festival und als Musikalischer Act des NRW Poetryslam-Finales. Zudem tritt sie regelmäßig auf Festivals als Musikerin auf, darunter dem Open Flair, dem "Rausgegangen" oder dem adriAkkustik, dort erstmals mit Band. Nach ihrem Auftritt auf dem Waldeck-„freakquenz“-Festival erhielt sie von der Peter-Rohland Stiftung ein Stipendium an der Burg Waldeck, bei dem sie mit der Comedian "Michal" und der Sängerin Eva Sauter die Formation "Die Ballerfrauen" gründete.
Seit 2019 engagiert sie sich ehrenamtlich als Darstellerin und Musikerin für die Trierer „Rosa Sitzung“, der bundesweit größten queeren Karnevalssitzung. Außerdem trat sie international bei Christopher Street Days auf. 
Seit 2024 tourt sie deutschlandweit mit ihrem Soloprogramm „Rasiert“.

### TV
Ihren ersten Fernsehauftritt hatte Coremy in Till Reiners’ Happy Hour auf 3Sat. Seitdem tritt sie regelmäßig in unterschiedlichen Formaten auf, darunter Ladies Night in der ARD und Bühnensport mit Konstanze Linder im BR.
Seit 2021 ist sie Jurorin und Kommissionsmitglied beim Grimme-Preis in der Kategorie Kinder/Jugend, seit 2023 arbeitet sie als Autorin für die heute show (ZDF).

### Internet/TikTok
Coremy hat sich als Internetkünstlerin auf Plattformen wie TikTok und Instagram etabliert. Vor allem bekannt ist ihr Song Nachbarn, dessen Refrain sich zu einem Meme-Sound auf Tiktok entwickelte. Das Video selbst erreichte auf TikTok 6 Millionen Aufrufe. Darüber hinaus kreierte sie gemeinsam mit dem Filmmusik-Komponisten und Influencer Larsipilami einen Disney-artigen Song über die Taube Oßkar des Musikers und Tierschützers Malte Zierden, für den sie beim Goldenen Blogger 2024 in der Kategorie „Song des Jahres“ nominiert wurde.
2023 bewarb sie sich über den Tiktok-Aufruf des NDR für den Eurovision Song Contest mit dem satirischen Beitrag Wir werden Letzter. Das Lied war auf Tiktok lange Zeit eine der beliebtesten Beiträge, wurde von NDR jedoch für die Wahlen nicht zugelassen. Die darauffolgenden Plagiatsvorwürfe gegen Jan Böhmermann bezüglich seines ESC-Songs Allemagne Zero Points sorgten deutschlandweit für mediale Berichterstattung. Für ihr Video-Blogging über die Entwicklung des Lieds „Wir werden letzter“ wurde sie 2023 für den Goldenen Blogger in der Kategorie „TikTok“ nominiert.
Nachdem zwei Auftritte ihrer Solotour wegen zu wenigen verkauften Karten abgesagt wurden, arbeitete Coremy dies selbstironisch in ihrem Song "Schlechte Nachrichten" auf, dessen erste und zweite Strophe Millionenfach geklickt, und von mehreren Künstlern, unter anderem Kaffkiez, gecovert wurde.

## Diskografie

### EPs
- 2021: Rote Fäden (Eigenproduktion)

### Singles
- 2021: Nachbarn
- 2022: Quarantine Time
- 2022: Oberlippenbart
- 2023: Wir Werden Letzter
- 2023: Hetero (Live)
- 2023: Oßkar Soundtrack
- 2023: Urlaub am Meer (feat. MICHAL)